# 皆吉淳延
皆吉 淳延（みなよし あつのぶ）は、日本の教育評論家、予備校講師。

## 来歴
大学入学資格検定（大検）を経て、2001年駒澤大学文学部国文学科卒業。千葉大学特殊教育特別専攻科、千葉大学大学院教育学研究科修了。
高等学校教諭（国語科）、墨田区教育委員会派遣指導員を経て、教育評論家・早稲田ゼミナール講師。早稲田大学特別講師（2009年度）、明星大学リメディアル教室講師を務める。
専門分野は国語教育学、教育学。

小・中学校と学力不振に悩まされ続け、中学校の通知表はほとんどすべてオール2。高校受験では志望校に落ち、全日制高校の2次募集を受けるも、すべて不合格。定時制高校の2次募集を受けて入学。しかし、せっかく入学できた定時制高校も、いい加減な学校生活を送り2年もたたずに中退。その後、通信制高校と併用し大検（現在の高卒認定試験）に合格。浪人生活を経て、大学へ進学。大学時代に初めて学問の楽しさを知り、大学院へ進学。自分の経験を生かし、さまざまな角度から楽しくわかりやすい授業を目指して活動している。

## 著書
- 『落ちこぼれだった僕が先生になって考えたこと』朱鳥社 2006.3 [8]
- 『落ちこぼれだった僕がいじめについて考えたこと』朱鳥社 2008.4
- 『偏差値30・どん底からの大学受験～中卒から予備校の超人気講師になった僕の受験術』エール出版社 2010.1
- 『中学受験　絶対親力』エール出版社 2010.7
- 『夢をかなえる古典文法～皆吉のスペシャル授業』開拓社 2013.1